# Ideal fluid
En ideal fluid är en idealiserad och förenklad modell av vätskors och gasers beteende som används inom fysik och strömningsmekanik. Genom dessa förenklingar kan fluiders beteende lättare beskrivas matematiskt. En ideal fluid har tre rörelseegenskaper:
1. Fluiden är inkompressibel (kan inte komprimeras)
2. Densiteten är konstant
3. Kraften som utövas på ett godtyckligt geometriskt ytelement {\displaystyle \delta S} med normalvektorn {\displaystyle \mathbf {n} } ges av 
{\displaystyle p\mathbf {n} \delta S}

där trycket p(x,y,z,t) är en skalär funktion som beror på positionen i rummet och tiden, men är oberoende av {\displaystyle \mathbf {n} }.
Den ideala fluiden saknar alltså flödesmotstånd. I verkligheten finns ingen ideal fluid, eftersom alla fluider är viskösa i någon mån, vilket gör att det finns både normala och tangentiella krafter mellan närliggande fluidelement. Luft kan i vissa fall betraktas som en ideal fluid, men detta är en förenkling, eftersom luftens huvudsakliga beståndsdelar kvävgas N2 och syrgas O2 består av par av atomer som är förenade med kemiska bindningar. Ädelgaserna är mer lika ideala gaser, eftersom atomerna i gasen inte är förenade med någon annan atom.

## Följderna av inkompressibilitet
För att se lite närmare på följderna av den första egenskapen, kan man titta på en fixerad sluten yta S i fältet, med normalen {\displaystyle \mathbf {n} }. Hastighetskomponenten längs normalen blir då {\displaystyle \mathbf {u} \cdot \mathbf {n} }, vilket innebär att volymen på den fluid som lämnar S genom ett ytelement {\displaystyle \delta S} ges av {\displaystyle \mathbf {u} \cdot \mathbf {n} \delta S}. För hela S fås
{\displaystyle \int _{S}\mathbf {u} \cdot \mathbf {n} dS}
För en inkompressibel fluid är uttrycket noll och med hjälp av divergenssatsen, eller Gauss sats, får vi
{\displaystyle \int _{V}\nabla \cdot \mathbf {u} dV=0}
Detta måste vara sant i alla områden i fluiden.
Antag nu att {\displaystyle \nabla \cdot \mathbf {u} >0} i någon punkt i fluiden. Vi förutsätter att fluiden är kontinuerlig och får då att {\displaystyle \nabla \cdot \mathbf {u} } måste vara större än noll i en liten sfär runt den punkten, men sätter vi V till att vara en sådan sfär så går det emot ekvationen ovan. Samma sak händer om {\displaystyle \nabla \cdot \mathbf {u} <0} och därmed kan vi dra slutsatsen att
{\displaystyle \nabla \cdot \mathbf {u} =0}
överallt i fluiden.
Genom att använda kedjeregeln får vi
{\displaystyle {\frac {d\mathbf {u} }{dt}}={\frac {\partial \mathbf {u} }{\partial t}}+(\mathbf {u} \cdot \nabla )\mathbf {u} }
Enligt ovanstående måste detta uttryck bli noll, vilket innebär att flödeshastigheten är konstant längs en strömlinje. Observera dock att det inte säger något om hur stora skillnader det kan vara i flödeshastighet mellan två strömlinjer.